# Referendum w Polsce w 1946 roku

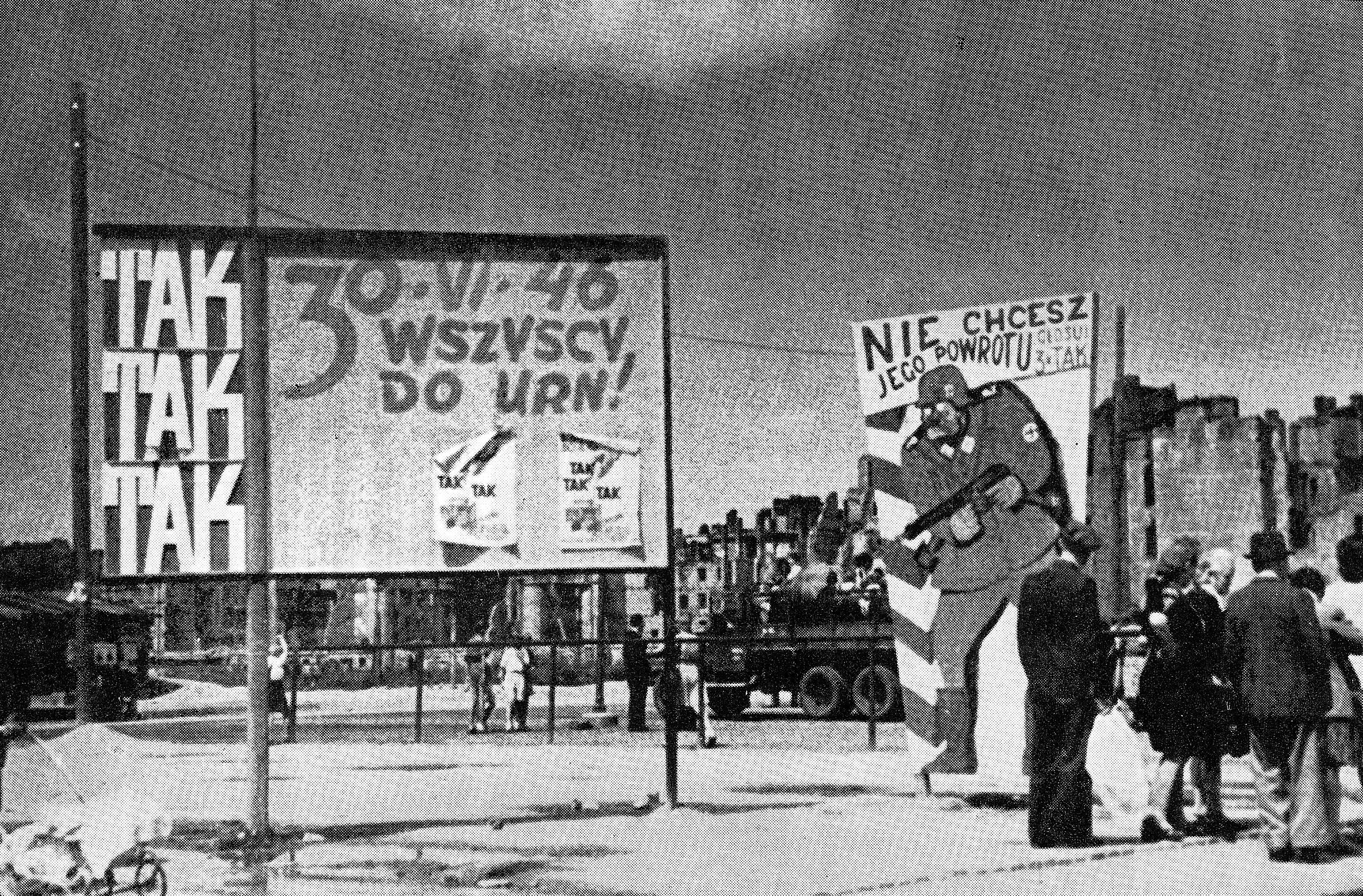
Tablice agitacyjne przed referendum w Warszawie

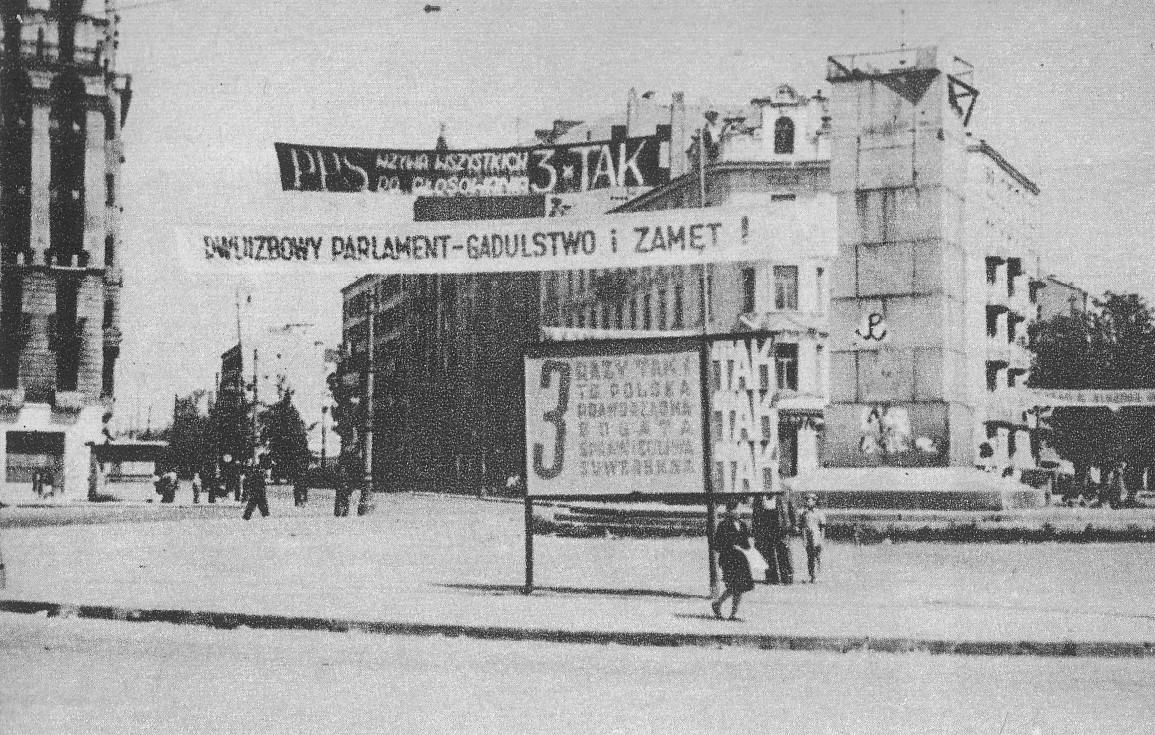
Transparenty wyborcze w Warszawie

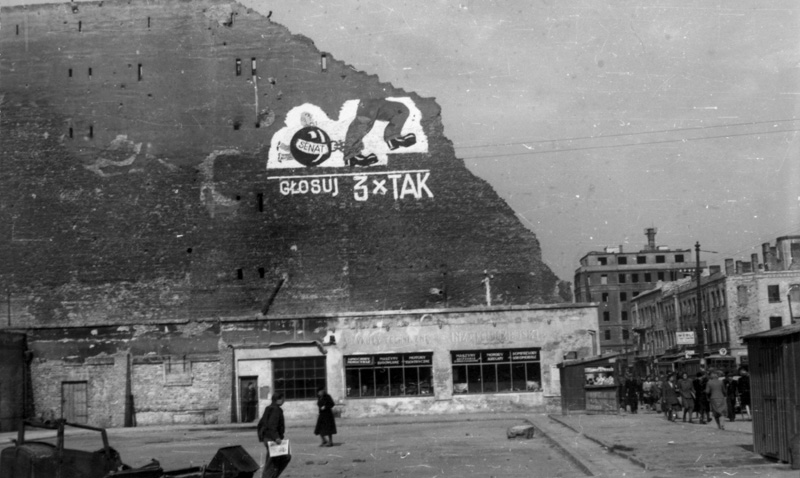
Plansza propagandowa 3xtak

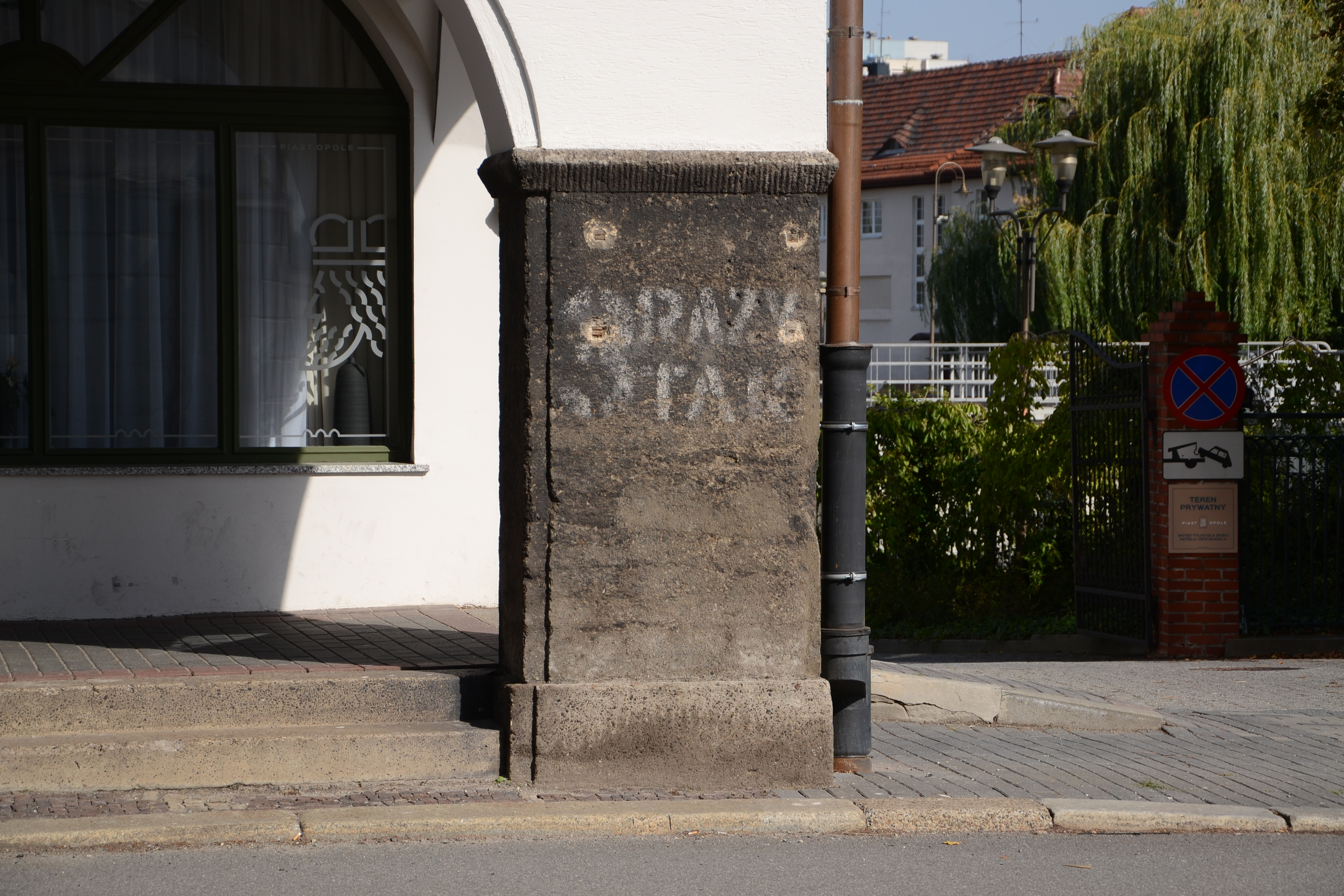
Zachowane na słupie hasło 3xtak w Opolu

Referendum ludowe 1946 – sfałszowane referendum przeprowadzone w Polsce 30 czerwca 1946 roku w oparciu o ustawy: o głosowaniu ludowym uchwaloną przez Krajową Radę Narodową 27 kwietnia 1946 (określającą treść pytań referendalnych i termin głosowania) i ustawę o przeprowadzeniu głosowania ludowego (określającą ordynację głosowania) uchwaloną przez KRN 28 kwietnia 1946. Ustawę o głosowaniu ludowym przyjęto jednogłośnie (głosowało za nią również Polskie Stronnictwo Ludowe). Ustawa o przeprowadzeniu głosowania ludowego została uchwalona przy sprzeciwie posłów PSL, wobec odmowy wprowadzenia przez PPR i partie satelickie zasady obowiązkowego uczestnictwa w komisjach wyborczych wszystkich szczebli po jednym przedstawicielu każdej legalnie działającej partii politycznej (co miało zapobiec fałszerstwom przy obliczaniu głosów).

## Geneza
PPR wychodząc z faktyczną inicjatywą referendum miała na celu odsunięcie daty wolnych wyborów oraz sprawdzenie zakresu swoich wpływów w społeczeństwie. W szczególności liczyło na sprawdzenie czy w warunkach stosunkowo umiarkowanego nacisku administracyjnego i policyjnego, bez zmasowanego terroru oraz przy maksymalizacji środków perswazyjnych można uzyskać w wolnych wyborach satysfakcjonujący wynik. Miało być sprawdzianem popularności rządzących krajem komunistów oraz przygotowaniem do fałszerstwa wyborów w 1947 roku. PSL natomiast pragnęło zademonstrować swoją przewagę nad PPR.

## Pytania referendalne
Uczestniczącym w referendum zadano trzy pytania:

1. Czy jesteś za zniesieniem Senatu?
2. Czy chcesz utrwalenia w przyszłej Konstytucji ustroju gospodarczego, zaprowadzonego przez reformę rolną i unarodowienie podstawowych gałęzi gospodarki krajowej, z zachowaniem ustawowych uprawnień inicjatywy prywatnej?
3. Czy chcesz utrwalenia zachodnich granic Państwa Polskiego na Bałtyku, Odrze i Nysie Łużyckiej?

Pytania zostały tak sformułowane, aby intuicyjną odpowiedzią na każde z nich było TAK. Przeciwko granicy na Odrze i Nysie Łużyckiej opowiadali się jedynie ci, którzy nie godzili się na żadne zmiany granic II Rzeczypospolitej. Reformy społeczno-gospodarcze w zniszczonym przez wojnę kraju cieszyły się dużą popularnością, a kwestia likwidacji Senatu nie budziła zainteresowania. W ten sposób wynik referendum miał udowodnić jedność społeczeństwa i jego poparcie dla nowej władzy. Dlatego też partie tzw. Bloku Demokratycznego: Polska Partia Robotnicza, Polska Partia Socjalistyczna „lubelska”, Stronnictwo Demokratyczne i Stronnictwo Ludowe rekomendowały głosowanie 3 razy TAK. Polskie Stronnictwo Ludowe – największa partia opozycyjna – miało niegdyś podobny program polityczny; teraz jednak nie mogło go propagować, gdyż oznaczałoby to popieranie komunistów. Zdając sobie sprawę, że gra idzie o zupełnie inną stawkę – a mianowicie niepodległość i niezawisłość Polski od Związku Sowieckiego – PSL wbrew swoim przedwojennym postulatom wezwało do udzielenia negatywnej odpowiedzi na pierwsze pytanie. W kwestii przemian własnościowych ludowcom nie wypadało bowiem głosować na NIE (reforma rolna), zostałoby to z pewnością wykorzystane przez PPR dla ośmieszenia PSL-u wśród polskich chłopów. To stanowisko poparła działająca w podziemiu Polska Partia Socjalistyczna – Wolność, Równość, Niepodległość, zalecając  głosować podobnie. Zrzeszenie Wolność i Niezawisłość oraz Stronnictwo Narodowe wzywały do odpowiedzi NIE na pierwsze 2 pytania, zaś Narodowe Siły Zbrojne i inne drobniejsze ugrupowania podziemne o charakterze skrajnie prawicowym wezwały do głosowania NIE na wszystkie 3 pytania, duża część opowiedziała się za całkowitym bojkotem referendum (w odniesieniu do pkt. 3 był to raczej protest wobec utraty kresów wschodnich na rzecz Związku Sowieckiego niż niechęć do przejęcia Wrocławia, Szczecina czy Gdańska). Wyraźnego stanowiska nie zajęło Stronnictwo Pracy, zalecając swoim sympatykom głosowanie według własnego uznania. Hierarchia polskiego Kościoła katolickiego zajęła jedynie stanowisko w sprawie trzeciego pytania, apelując do udzielenia na nie odpowiedzi TAK.

## Przygotowania do referendum i jego sfałszowanie

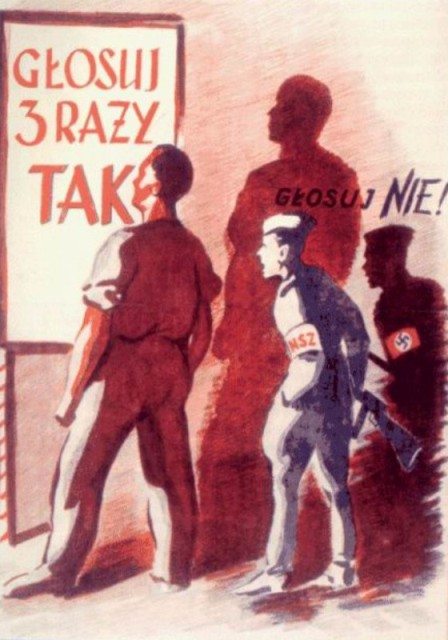
Plakat propagandowy z roku 1946 – Referendum 3 x TAK. Za czytającym, żołnierz NSZ, przedstawiony jako kolaborant hitlerowski, namawiający do głosowania na NIE

W ramach przygotowań do przeprowadzenia i sfałszowania referendum Biuro Polityczne PPR powołało w marcu 1946 Państwową Komisję Bezpieczeństwa, która miała się zająć koordynacją działań jednostek LWP, WOP, KBW, UB, MO i ORMO. Zadaniem jej była m.in. likwidacja podziemia niepodległościowego i skrytobójcze mordowanie polityków PSL.
Operację sfałszowania referendum organizowała ekipa funkcjonariuszy MGB ZSRR pod dowództwem płk Arona Pałkina, naczelnika wydziału D MGB, zainstalowana w Warszawie 20 czerwca 1946. Zajęła się głównie fałszowaniem i preparowaniem dokumentów referendalnych. 22 czerwca miała miejsce narada, na której Bolesław Bierut, Władysław Gomułka i doradca NKWD przy MBP płk Siemion Dawydow omówili techniczne szczegóły fałszowania wyników referendum.
Skalę i metody fałszowania referendum przez 15-osobową ekipę MGB pod kierownictwem Arona Pałkina zbadał Nikita Pietrow:
Po referendum od nowa napisano 5994 protokoły z obliczonymi głosami i podrobiono około 40 tysięcy podpisów członków komisji obwodowych. Siemion Dawydow dostawał paczki z protokołami z Ministerstwa Bezpieczeństwa Publicznego za pośrednictwem Stanisława Radkiewicza – i przekazywał je grupie Pałkina. Nowe protokoły wracały tą samą drogą. (…) Jak stwierdzono w [przesłanym 30 sierpnia] raporcie dla Stalina, w wyniku pracy specjalistów z Moskwy odsetek Polaków, który udzielili twierdzącej odpowiedzi na pierwsze pytanie wzrósł do 50–60% (zależnie od województwa), podczas gdy w oryginalnych protokołach wynosił on w rzeczywistości 1-15 procent. W nowych protokołach zwiększono także liczbę twierdzących odpowiedzi na drugie i trzecie pytanie. Pracę zakończono 27 sierpnia 1946, a nazajutrz cała grupa wyjechała do Moskwy.
Za skuteczne przeprowadzenie swojej misji Aron Pałkin został odznaczony Orderem Czerwonego Sztandaru, odznaczenia otrzymali też wszyscy jego współpracownicy. Orderem Czerwonego Sztandaru za wynik referendum odznaczony został także płk Siemion Dawydow.
Andrzej Paczkowski komentując informacje Nikity Pietrowa, stwierdził, że ponieważ w całym kraju działało 11 057 komisji, należy wnosić, że pozostałe 5063 protokołów sfałszowali „polscy czekiści” z UB.
Andrzej Paczkowski:
Różnice były niebagatelne. Zasięg fałszerstwa wyglądał następująco: głosów „tak” było na pierwsze pytanie według danych oficjalnych – 68%, według poufnych – 26,9%. Drugie pytanie: dane oficjalne – 77,1%, dane poufne – 42%. Trzecie pytanie: dane oficjalne – 91,4%, poufne – 66,9%. Według poufnych obliczeń pepeerowskich, głosujących „trzy razy tak” było 26,9%.

## Rzeczywiste wyniki referendum według archiwum Bolesława Bieruta
W 1993 w oparciu o tzw. Archiwum Bieruta w Archiwum Akt Nowych Andrzej Paczkowski ogłosił w opracowanym przez siebie zbiorze dokumentów zestawienie ogólne wyników głosowania według województw (bez obwodów zamkniętych w jednostkach wojskowych).

### Zestawienie wyników głosowania
Zestawienie ogólne wyników głosowania według województw (bez obwodów zamkniętych w jednostkach wojskowych
1. Czy jesteś za zniesieniem Senatu?
| Pytanie I      |         |       |         |       |
| Województwo    | Tak     | Tak % | Nie     | Nie % |
| Warszawa M.St. | 76299   | 24%   | 241612  | 76%   |
| Warszawskie    | 189775  | 19,3% | 793515  | 80,7% |
| Łódź           | 93201   | 35%   | 173088  | 65%   |
| Łódzkie        | 197045  | 22,6% | 674834  | 77,4% |
| Kieleckie      | 366931  | 42,7% | 492392  | 57,3% |
| Lubelskie      | 222006  | 24,8% | 673180  | 75,2% |
| Białostockie   | 149697  | 34,6% | 282952  | 65,4% |
| Olsztyńskie    | 50392   | 32,1% | 106592  | 67,9% |
| Gdańskie       | 108393  | 26,2% | 305294  | 73,8% |
| Pomorskie      | 170865  | 23,5% | 556218  | 76,5% |
| Szczecińskie   | 98919   | 38,1% | 160711  | 61,9% |
| Poznańskie     | 220176  | 16,9% | 1082641 | 83,1% |
| Wrocławskie    | 311679  | 45%   | 380941  | 55%   |
| Śląskie        | 573946  | 38%   | 936439  | 62%   |
| Krakowskie     | 132492  | 13,5% | 848931  | 86,5% |
| Rzeszowskie    | 94385   | 13,6% | 599620  | 86,4% |
| Ogółem:        | 3056191 | 26,9% | 8308960 | 73,1% |

2. Czy chcesz utrwalenia w przyszłej Konstytucji ustroju gospodarczego, zaprowadzonego przez reformę rolną i unarodowienie podstawowych gałęzi gospodarki krajowej, z zachowaniem ustawowych uprawnień inicjatywy prywatnej?
| Pytanie II     |         |       |         |       |
| Województwo    | Tak     | Tak % | Nie     | Nie % |
| Warszawa M.St. | 200284  | 63%   | 117627  | 37%   |
| Warszawskie    | 385450  | 39,2% | 597840  | 60,8% |
| Łódź           | 155779  | 58,5% | 110510  | 41,5% |
| Łódzkie        | 289873  | 32,1% | 592006  | 67,9% |
| Kieleckie      | 459738  | 53,5% | 399585  | 46,5% |
| Lubelskie      | 325848  | 36,4% | 569338  | 63,6% |
| Białostockie   | 251802  | 58,2% | 180847  | 41,8% |
| Olsztyńskie    | 81946   | 52,2% | 75038   | 47,8% |
| Gdańskie       | 166712  | 40,3% | 246965  | 59,7% |
| Pomorskie      | 237756  | 32,7% | 489327  | 67,3% |
| Szczecińskie   | 146691  | 56,5% | 112939  | 43,5% |
| Poznańskie     | 547183  | 42%   | 755634  | 58%   |
| Wrocławskie    | 380941  | 55%   | 311679  | 45%   |
| Śląskie        | 657017  | 43,5% | 858368  | 56,5% |
| Krakowskie     | 309148  | 31,5% | 672275  | 68,5% |
| Rzeszowskie    | 184605  | 26,6% | 509400  | 73,2% |
| Ogółem:        | 4770773 | 42,0% | 6594378 | 58,0% |

3. Czy chcesz utrwalenia zachodnich granic Państwa Polskiego na Bałtyku, Odrze i Nysie Łużyckiej?
| Pytanie III    |         |       |         |       |
| Województwo    | Tak     | Tak % | Nie     | Nie % |
| Warszawa M.St. | 302015  | 95%   | 15896   | 5%    |
| Warszawskie    | 701086  | 71,3% | 282204  | 28,7% |
| Łódź           | 215694  | 81%   | 50595   | 19%   |
| Łódzkie        | 504409  | 59%   | 357470  | 41%   |
| Kieleckie      | 523328  | 60,9% | 335995  | 39,1% |
| Lubelskie      | 600670  | 67,1% | 294516  | 32,9% |
| Białostockie   | 237092  | 54,8% | 195557  | 45,2% |
| Olsztyńskie    | 101726  | 64,8% | 55258   | 35,2% |
| Gdańskie       | 279646  | 67,6% | 134031  | 32,4% |
| Pomorskie      | 403531  | 55,5% | 323552  | 44,5% |
| Szczecińskie   | 184337  | 71,0% | 75293   | 29,0% |
| Poznańskie     | 1055282 | 81,0% | 247535  | 19,0% |
| Wrocławskie    | 519465  | 75%   | 173155  | 25%   |
| Śląskie        | 922845  | 61,1% | 587540  | 38,9% |
| Krakowskie     | 594742  | 60,6% | 386681  | 39,4% |
| Rzeszowskie    | 442775  | 63,8% | 251230  | 36,2% |
| Ogółem:        | 7598643 | 66,9% | 3766508 | 33,1% |

## Oficjalny wynik
Natomiast według oficjalnych wyników ogłoszonych 12 lipca 1946 przez Generalnego Komisarza Głosowania Ludowego – I Prezesa Sądu Najwyższego, członka Prezydium Krajowej Rady Narodowej Wacława Barcikowskiego – uprawnionych do głosowania było 13 160 451 osób, z których wzięło udział w głosowaniu 11 857 986 (90,1%). Głosów ważnych było 11 530 551 (97,2%), a nieważnych – 327 435 (2,8%).
|            | Tak        | Tak   | Nie       | Nie   |
| ---------- | ---------- | ----- | --------- | ----- |
| 1. pytanie | 7 844 522  | 68%   | 3 686 029 | 32%   |
| 2. pytanie | 8 896 105  | 77,2% | 2 634 446 | 22,8% |
| 3. pytanie | 10 534 697 | 91,4% | 995 854   | 8,6%  |

Odpowiedzi na pytania referendalne 1946 – wyniki oficjalne a rzeczywiste. Czerwień oznacza odpowiedź – TAK, zieleń – NIE.

Obwieszczenie nie zawierało żadnych wyników szczegółowych (w obwodach, czy poszczególnych województwach), a cenzura komunistyczna uniemożliwiała publikację takich danych cząstkowych w prasie. Jedynym wyjątkiem były podane przez krakowskie pismo Polskiej Partii Socjalistycznej Naprzód prawdziwe wyniki głosowania w Krakowie, gdzie 84% głosujących odpowiedziało „nie” na pierwsze pytanie referendalne, 67% na drugie a 31% na trzecie. Urzędy wojewódzkie, powiatowe i przewodniczący komisji obwodowych wydali zarządzenie zabraniające członkom komisji podawania do wiadomości publicznej wyników głosowania w obwodach pod groźbą surowych kar. Gdy na posiedzeniu Rady Ministrów 5 lipca 1946 wicepremier Stanisław Mikołajczyk (PSL) protestował przeciw zakazowi cenzuralnemu publikacji wyników referendum w obwodach, wicepremier Władysław Gomułka (PPR) odpowiedział: Leć pan na skargę do Churchilla.
Oficjalnie ogłoszone wyniki referendum były fałszywe. Fałszerstwa w trakcie głosowania miały różne formy. Przy głosowaniu aktywnie uczestniczyli funkcjonariusze MBP i MO, którzy obstawiali urny, a następnie wymieniali lub przerabiali głosy w drodze z komisji obwodowych do okręgowych; głosowanie w wojsku odbyło się faktycznie jawnie i na rozkaz. W rzeczywistości poziom poparcia dla opozycji (nie tylko dla PSL, ale też i dla radykalniejszych ugrupowań) był znacznie wyższy. Zasadnicze fałszerstwo wyborcze nastąpiło po głosowaniu poprzez spreparowanie i podmianę protokołów komisji wyborczych na szczeblu centralnym, zgodnie z wynikiem głosowania ustalonym odgórnie przez władze Polskiej Partii Robotniczej w porozumieniu i współpracy z Moskwą, przy udziale funkcjonariuszy sowieckich służb specjalnych, którzy czynnie uczestniczyli w fałszerstwie.

## Po referendum
Wyniki referendum z jednej strony były dużo słabsze niż oczekiwało kierownictwo PPR i pośrednio doprowadziły do tego, że partia ta straciła zainteresowanie walką wyborczą w warunkach demokratycznych. Z drugiej jednak strony pokazały, że PPR w ciągu kilku lat zdołała skłonić do głosowania na siebie ponad 1/4 Polaków. Wprawdzie poparcia uzyskano nie tylko drogą perswazji i stwarzaniem możliwości błyskawicznego awansu dla różnych grup społecznych, ale również środkami przymusu, presji czy nawet terroru i w znacznej mierze dzięki stworzeniu wspólnego bloku z koncesjonowaną PPS, to jednak należy taki wynik uznać za pewien sukces polityczny nowej władzy.
Do wyników referendum odniósł się ówczesny premier Edward Osóbka-Morawski stwierdzając: „Z referendum można wyciągnąć następujące wnioski: że reakcja w Polsce jest bardzo silna, silniejsza od oficjalnego PSL; że za wskazaniami PSL głosowało tylko kilkanaście procent (pozostali 2 lub 3 x „nie”); że za nami jest ca 37 procent głosów, co nie jest tak źle, jeśli zważyć, że kiedy rozpoczynaliśmy stawiać pierwsze kroki, wtedy może mieliśmy ca 5 procent zwolenników świadomych; że sytuacja aprowizacyjna jest fatalna. Wiadomo, że za wszelkie trudności odpowiada zawsze rząd”.
Wyniki referendum podsumowywał krytycznie na posiedzeniu Sekretariatu PPR członek Biura Politycznego odpowiedzialny za kadry partyjne Roman Zambrowski mówiąc: „Przebieg referendum nie był przypadkiem, nie jest przypadkiem takie podejście naszych towarzyszy, żeby broń Boże nie działo się czegoś wbrew czystym zasadom demokracji. Stary komunista czy działacz pepeerowski z czasów okupacji, ci, którzy byli wychowani w duchu walki o dyktaturę proletariatu, mają stosunek do tych spraw bardziej klasowy”.
Przeciw fałszerstwom protestowali Stanisław Mikołajczyk oraz przedstawiciele USA i Wielkiej Brytanii.
Doświadczenia z organizacji fałszerstw wyborczych zostały przeanalizowane i wykorzystane przez PPR i podporządkowany tej partii aparat bezpieczeństwa przy fałszowaniu wyborów do Sejmu Ustawodawczego w styczniu 1947 roku.